# Fahrenzhausen
Fahrenzhausen is een gemeente in de Duitse deelstaat Beieren, en maakt deel uit van het Landkreis Freising.
Fahrenzhausen telt 5.067 inwoners.

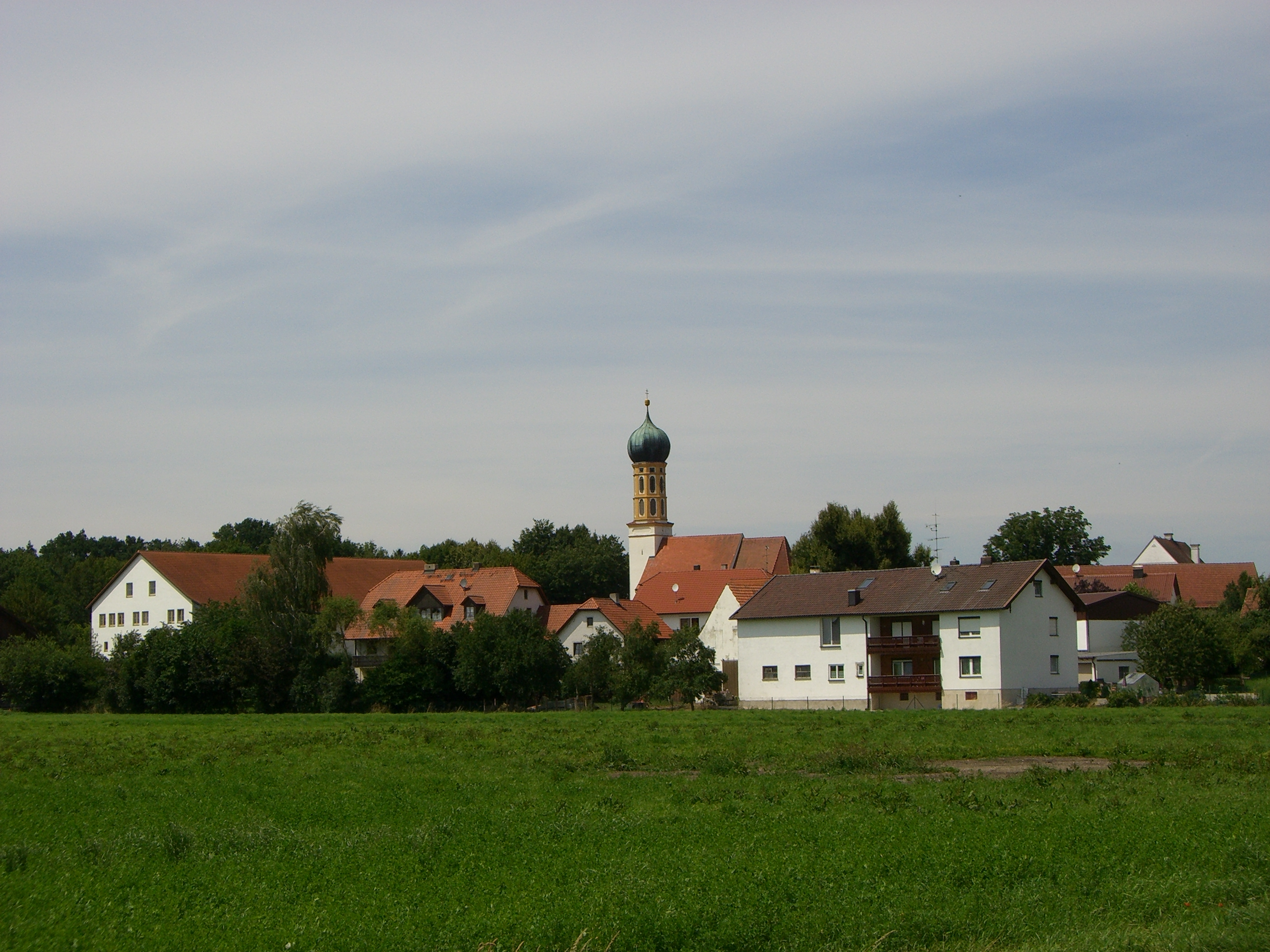
Het dorp Fahrenzhausen (2007)

Allershausen ·
Attenkirchen ·
Au in der Hallertau ·
Eching ·
Fahrenzhausen ·
Freising ·
Gammelsdorf ·
Haag an der Amper ·
Hallbergmoos ·
Hohenkammer ·
Hörgertshausen ·
Kirchdorf an der Amper ·
Kranzberg ·
Langenbach ·
Marzling ·
Mauern ·
Moosburg an der Isar ·
Nandlstadt ·
Neufahrn bei Freising ·
Paunzhausen ·
Rudelzhausen ·
Wang ·
Wolfersdorf ·
Zolling